# Treemonisha
Treemonisha es una ópera en tres actos con música y libreto en inglés de Scott Joplin. Compuesta en 1910, no se estrenó hasta el 28 de enero de 1972 en el Atlanta Symphony Hall de Atlanta, Georgia.

## Historia
Scott Joplin es conocido sobre todo como compositor de ragtime. La ópera abarca una amplia variedad de estilos musicales, además del ragtime, y Joplin no se refería a ella como tal, pero a veces sí que se la llama, de forma incorrecta "ópera ragtime". La música de Treemonisha incluye una obertura y un preludio, junto con varios recitativos, coros, piezas para conjunto pequeño, un ballet y unas pocas arias.
Treemonisha fue un fracaso para Scott Joplin porque los negros no iban a la ópera y los blancos no querían ver una ópera escrita para negros. Se estrenó en 1972 por primera vez en el Atlanta Symphony Hall.
Esta ópera se representa muy poco en la actualidad; en las estadísticas de Operabase aparece con sólo 2 representaciones en el período 2005-2010, siendo la primera y única de Scott Joplin que aparece.
En 2013, el director argentino Nicolás Isasi realizó el estreno argentino de Treemonisha en el Teatro Empire de Buenos Aires con un equipo de 60 jóvenes artistas argentinos, brasileños y chilenos. El estreno fue un gran éxito y con motivo de la celebración del 90 aniversario del maestro Constantino Juri, se organizó una actuación especial en su honor.
En agosto de 2019 se realizó en el Teatro Arcola de Londres como parte del Festival Grimeborn.

## Personajes
| Personaje                                  | Tesitura     | Reparto del estreno, 28 de enero de 1972 (Director:) |
| ------------------------------------------ | ------------ | ---------------------------------------------------- |
| Treemonisha, una joven y cultivada liberta | soprano      | Alpha Floyd                                          |
| Monisha, supuesta madre de Treemonisha     | contralto    | Louise Parker                                        |
| Remus, amigo de Treemonisha                | tenor        | Seth McCoy                                           |
| Ned, padre de Treemonisha                  | bajo         | Simon Estes                                          |
| Andy, amigo de Treemonisha                 | tenor        |                                                      |
| Cephus, un hacedor de conjuros             | tenor        |                                                      |
| Lucy, amiga de Treemonisha                 | mezzosoprano |                                                      |
| Luddud, un hacedor de conjuros             | barítono     |                                                      |
| Parson Alltalk, un predicador              | barítono     |                                                      |
| Simon, un hacedor de conjuros              | bajo         |                                                      |
| Zodzetrick, un hacedor de conjuros         | barítono     |                                                      |

## Grabaciones
Hay una grabación del año 1975, con Gunther Schuller dirigiendo al coro y orquesta de la Grand Opera de Houston, con los siguientes intérpretes: Kenneth Hicks (Andy), Dwight Ransom (Cephus), Cora Johnson (Lucy), Dorceal Duckens (Luddud), Betty Allen (Monisha), Willard White (Ned), Edward Pierson (Parson), Curtis Rayam (Remus), Raymond Bazemore (Simon), Carmen Balthrop (Treemonisha) y Ben Harney (Zodzetrick). DG 2707 083 (2 LP); DG 435 709-2 (2 CD 90'02).